# Termes de Dioclecià
Les Termes de Dioclecià (en italià Terme di Diocleziano, en llatí Thermae Diocletiani) van ser els banys termals més grans i sumptuosos de l'antiga Roma. Van ser construïdes al turó del Viminal durant el mandat de diversos emperadors, començades l'any 298 per Maximià, nomenat August d'Occident per Dioclecià, i obertes l'any 306 després de l'abdicació d'ambdós. Les Termes de Dioclecià van continuar sent utilitzades fins que els gots van interrompre el flux d'aigua dels aqüeductes que les abastien l'any 537.

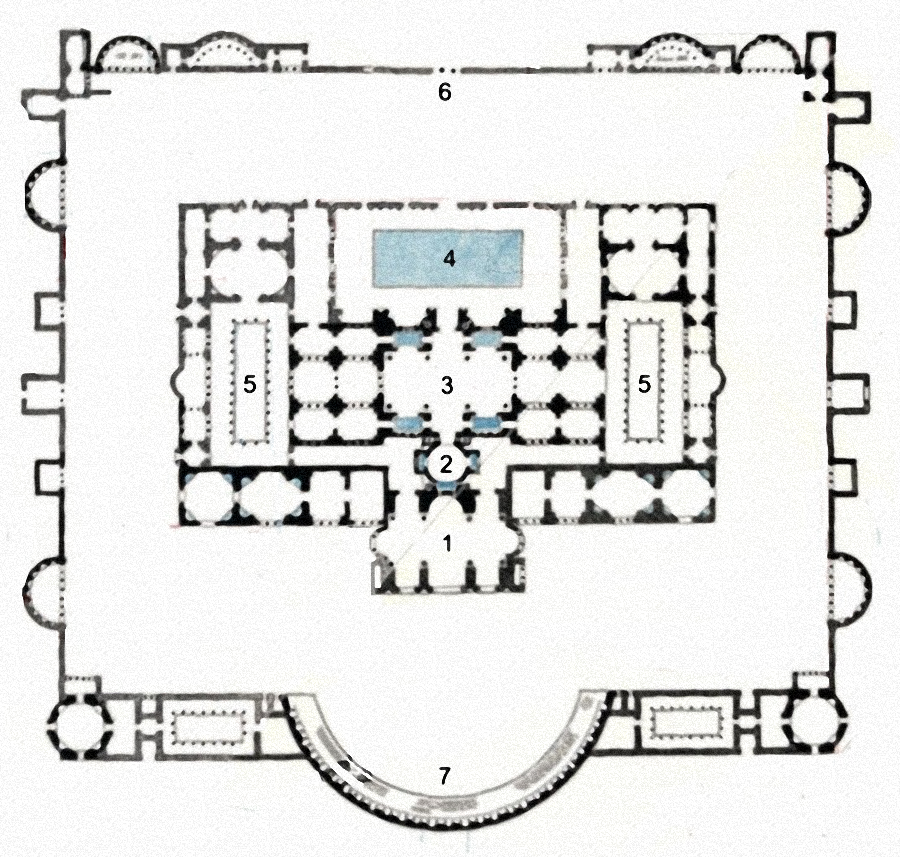
Planta de les Termes de Dioclecià
1) Caldarium (sala de banys calents)
2) Tepidarium (sala de banys temperats)
3) Frigidarium (sala de banys freds)
4) Natatio (piscina) - 5) Palestrae (gimnasos)
6) Entrada al recinte - 7) Gran exedra

La seva estructura era similar, en la forma, a les Termes de Caracal·la, si bé ocupaven més superfície, amb un total de 14 hectàrees en tot el recinte, que mesurava 380 x 365 m. El bloc central feia 250 x 180 m i podien fer ús de les instal·lacions unes 3.000 persones alhora. Estaven orientades cap al sud-oest perquè l'energia solar escalfés el caldarium sense afectar el frigidarium.
Tot i ser una construcció de maons, estan ben conservades gràcies al fet que diverses parts van ser reutilitzades com a base per a esglésies i altres construccions. Dins el complex de les termes, actualment es troben:
- La basílica de Santa Maria degli Angeli e dei Martiri, al lloc que ocupava el tepidarium, bastida per Miquel Àngel per encàrrec del papa Pius IV com a convent cartoixà allà on hi havia la primitiva capella dels Àngels; fou fortament modificada per Vanvitelli el 1749.
- Uns anys després Gregori XIII va utilitzar una part de les construccions del costat per fer-hi els magatzems del gra, ús al qual fou destinada també l'actual sala de la Minerva o sala octagonal (abans Planetari i avui dia una de les seus del Museu Nacional Romà), i de l'oli. Aquests magatzems foren reconvertits posteriorment per a diversos usos col·lectius (presó, hospici), fins a esdevenir la seu de la Facultat de Magisteri.
- El 1589 es va construir l'església cistercenca de San Bernardo alle Terme en una de les dues sales circulars on es jugava a pilota (spheristerium).
- La part nord-est del recinte, que comprèn, entre altres espais, la palestra oriental, el vestidor (apodyterium) i una part de la piscina (natatio), ha estat reconvertida en el Museu de les Termes (la part simètrica de la banda occidental ha desaparegut sota els carrers Cernaia i Parigi, si bé entre Parigi i Orlando es conserva una part del mur sud-oest).
- La columnata semicircular de l'actual Piazza della Repubblica, realitzada al final del segle xix per Gaetano Koch, reprodueix exactament l'hemicicle de la gran exedra de les termes.

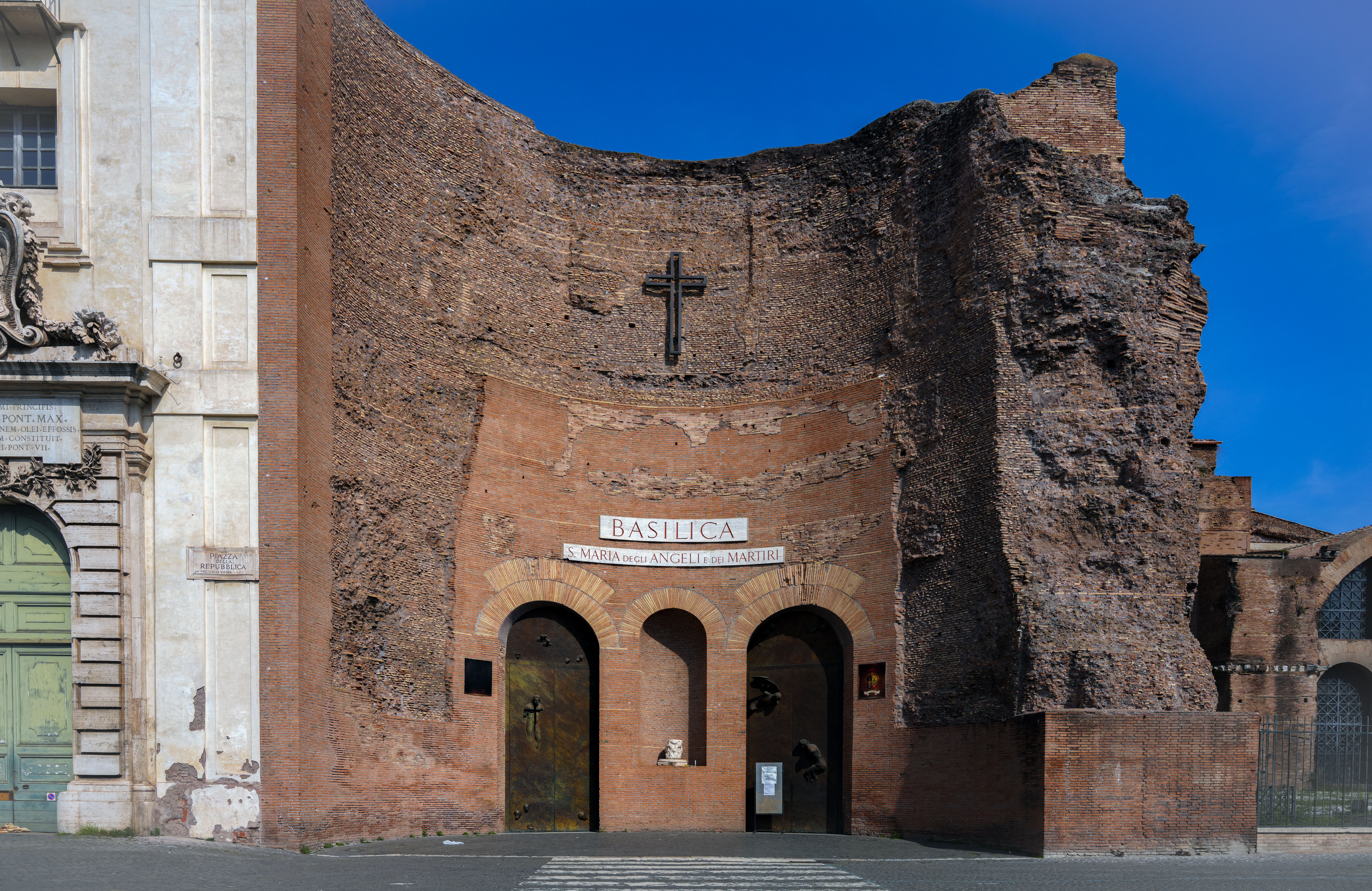
Santa Maria degli Angeli e dei Martiri, entrada
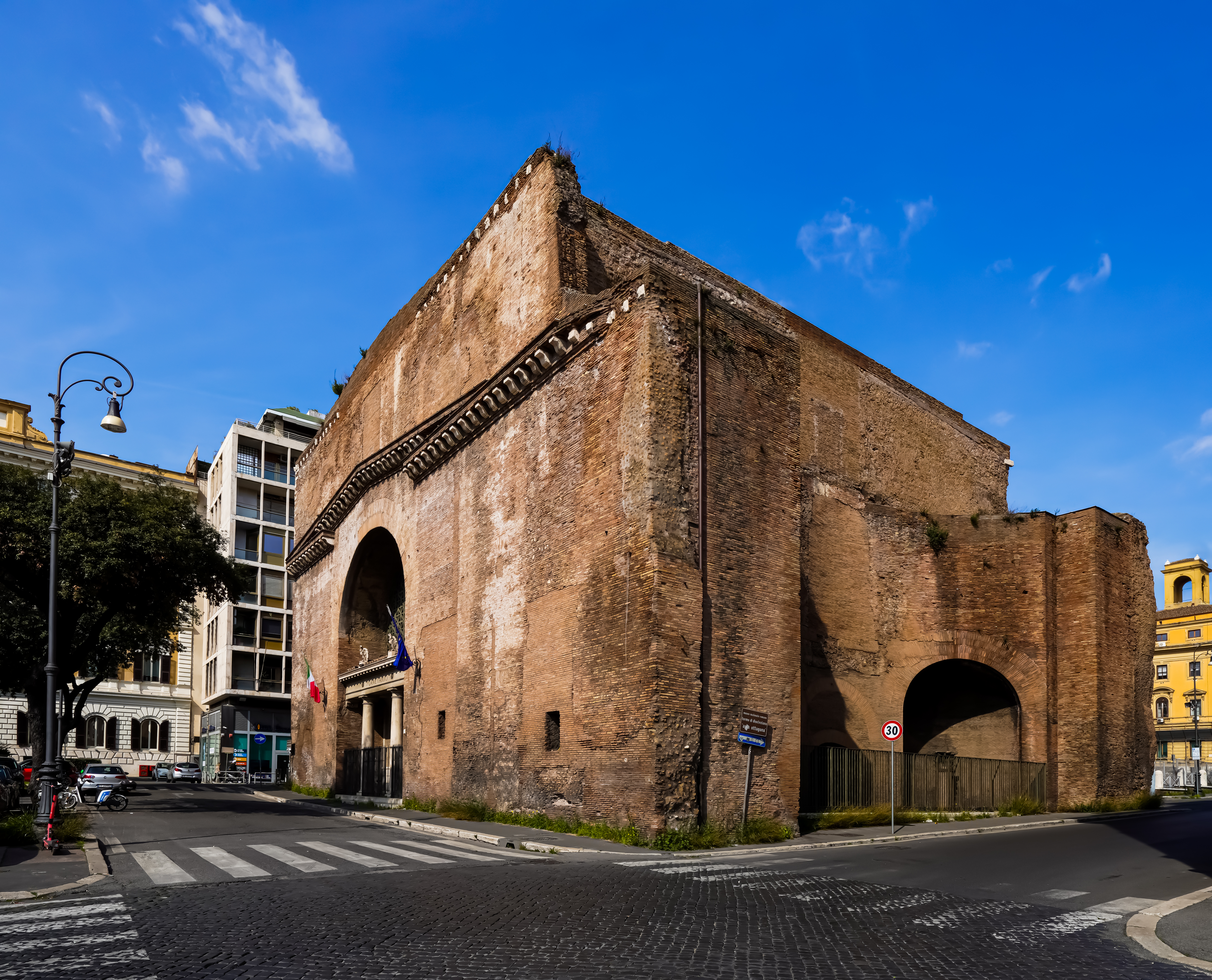
Sala de la Minerva, antic Planetari
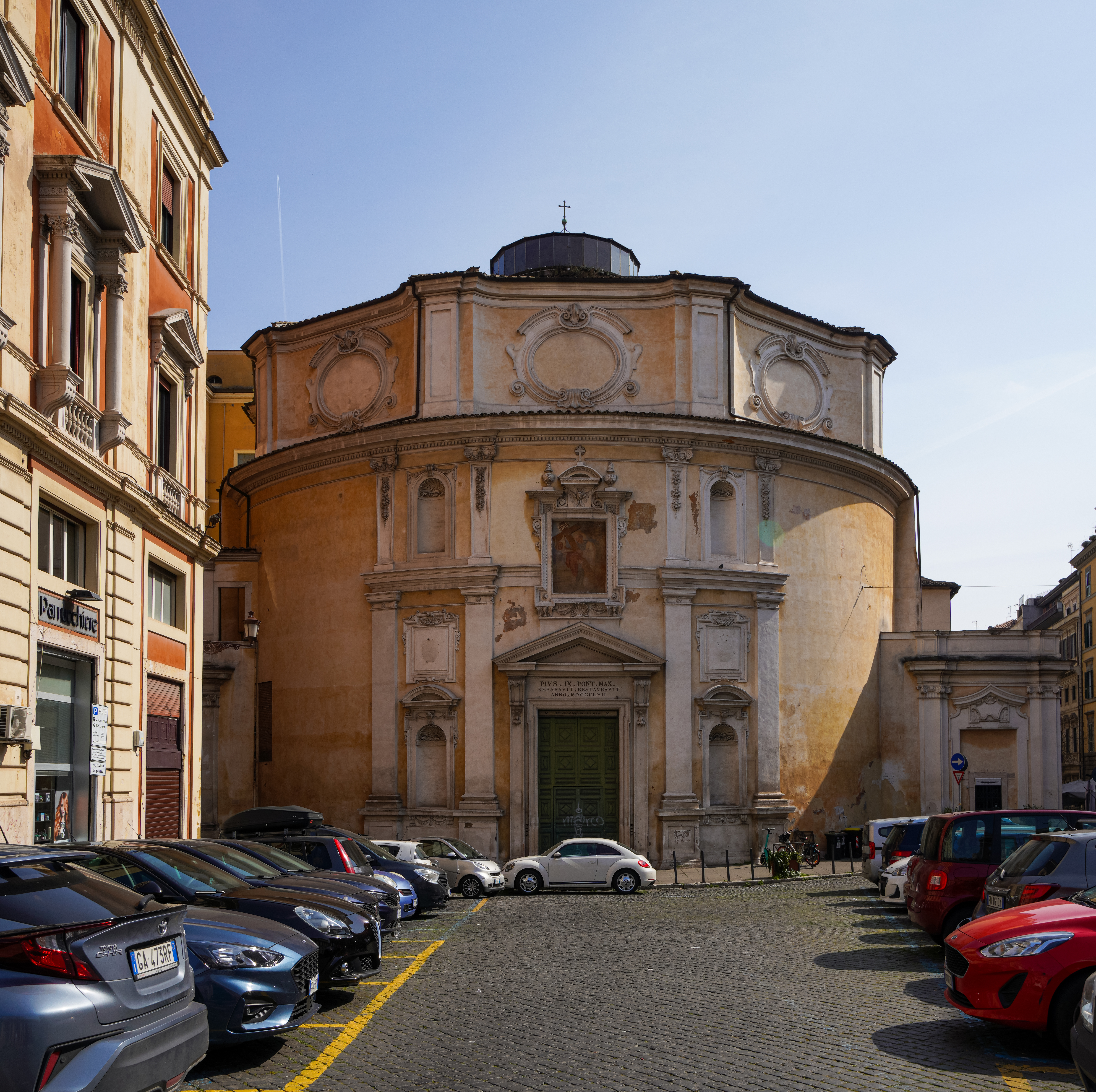
San Bernardo alle Terme
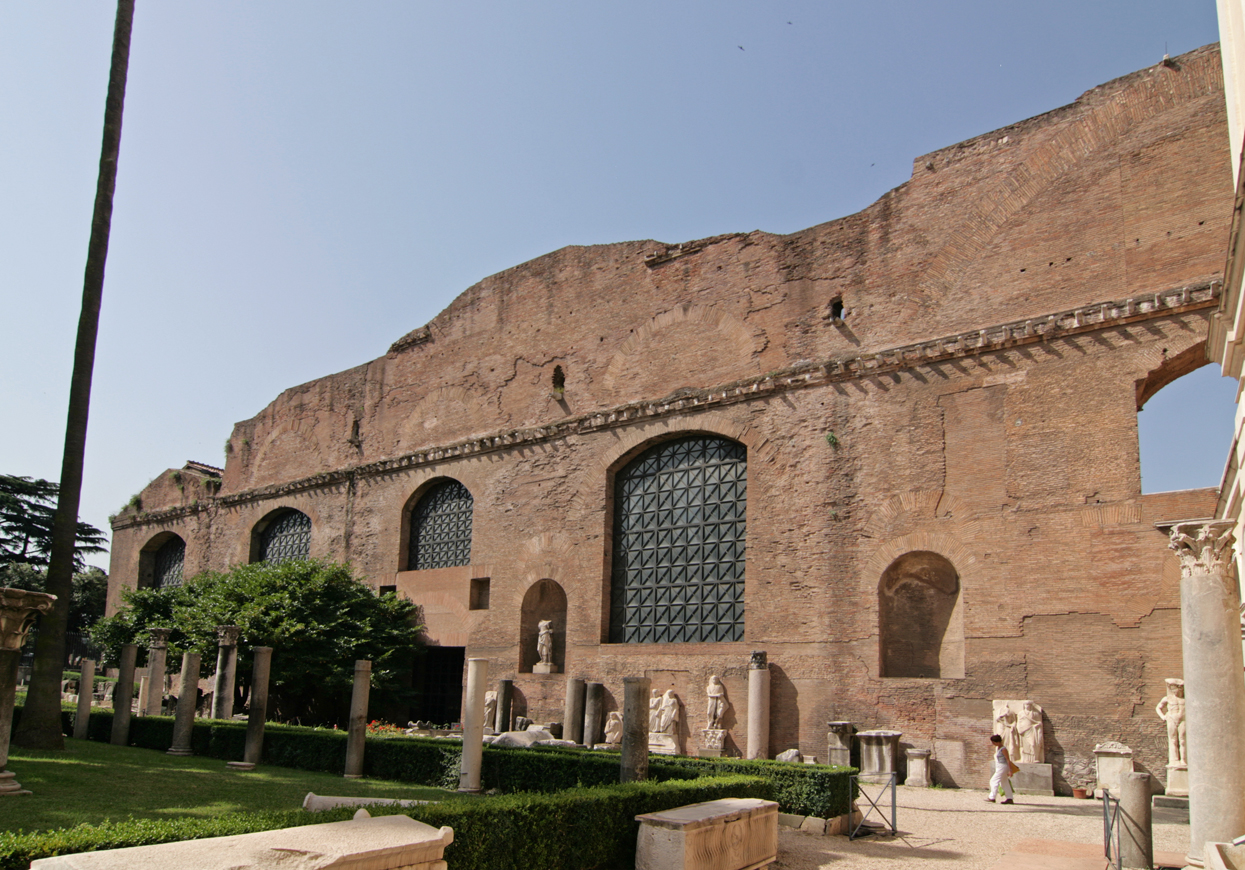
Museu de les Termes, pati
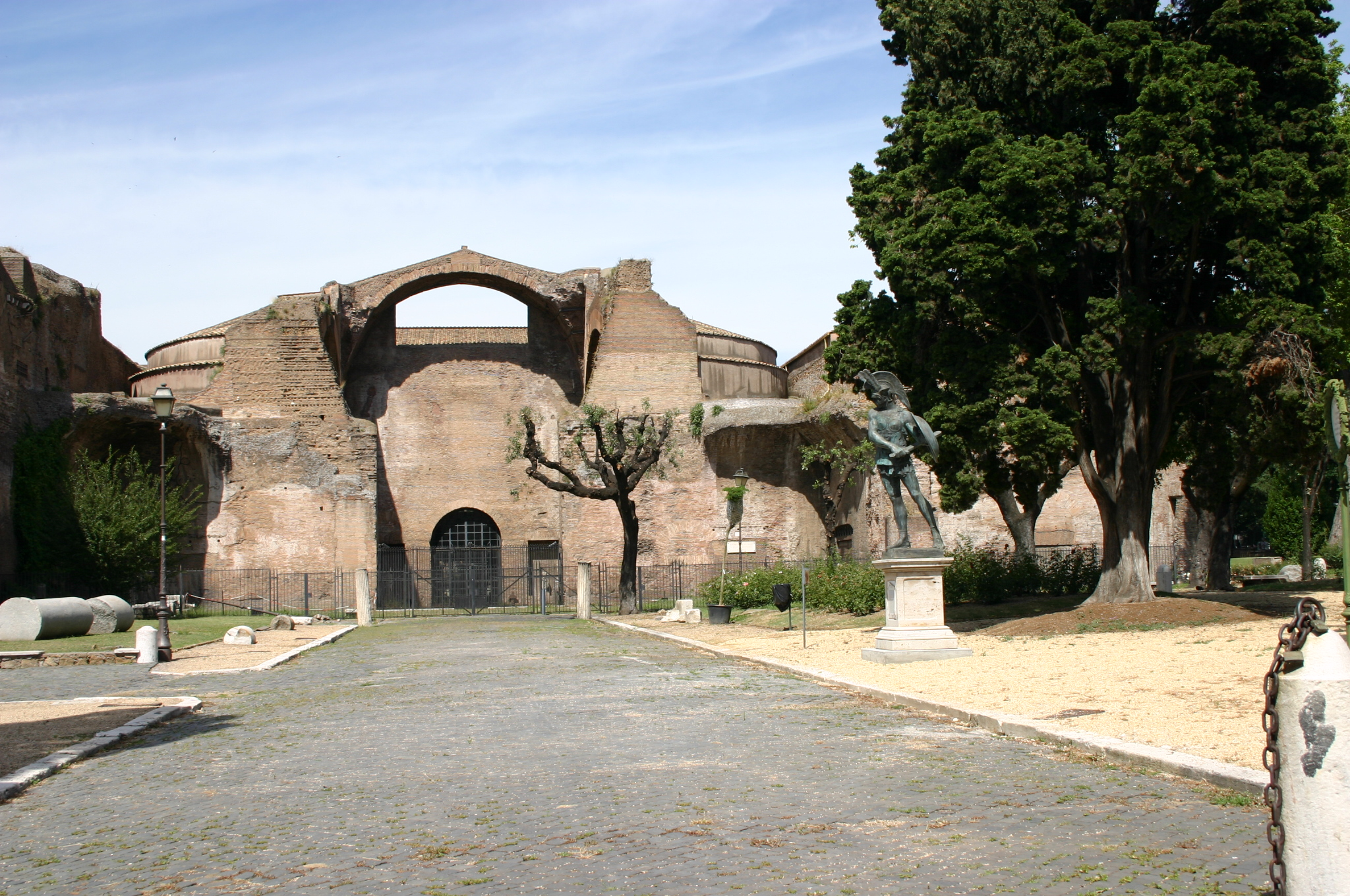
Museu de les Termes, sala oval (antic vestidor)
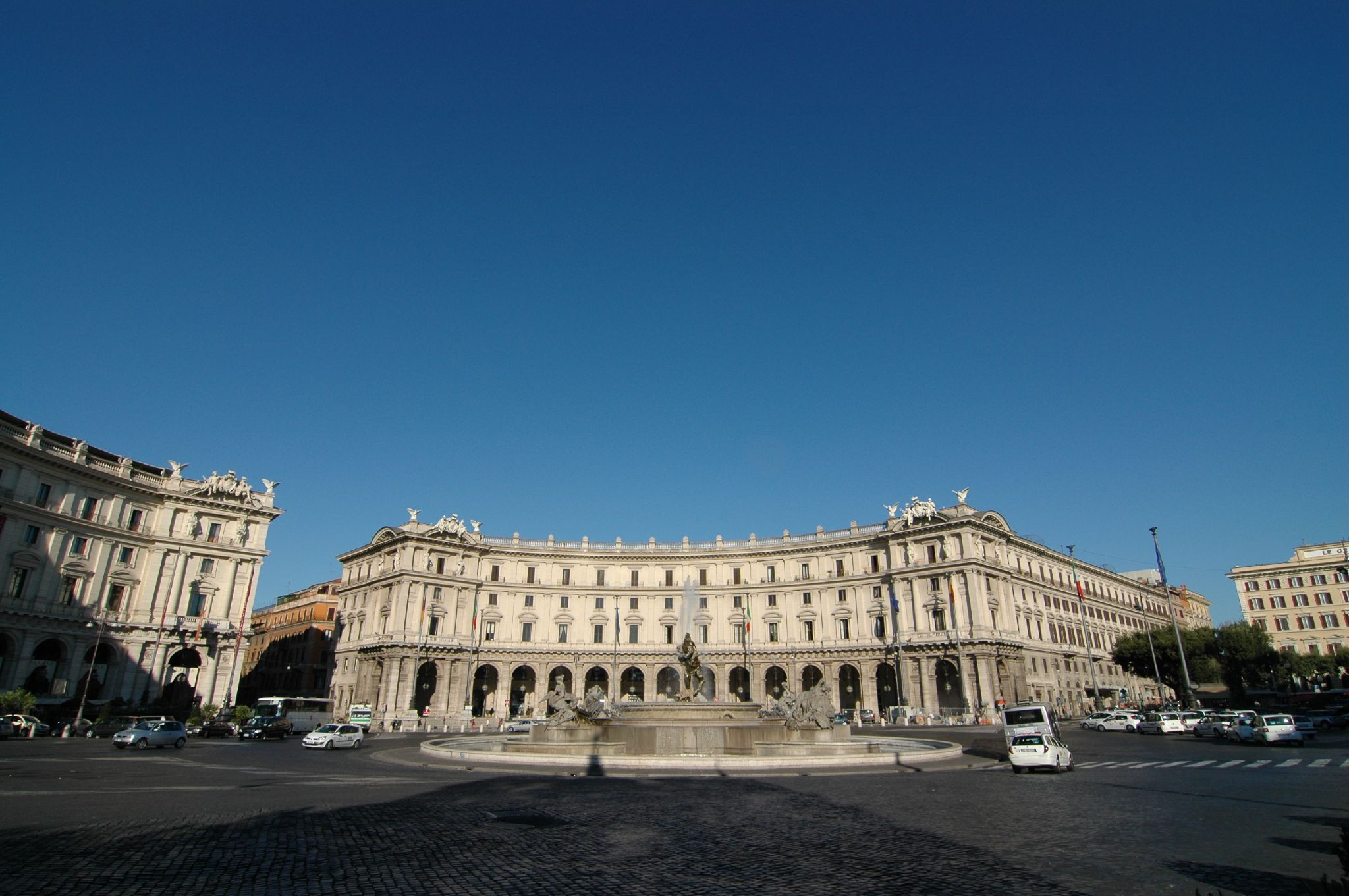
L'exedra de la Piazza della Repubblica
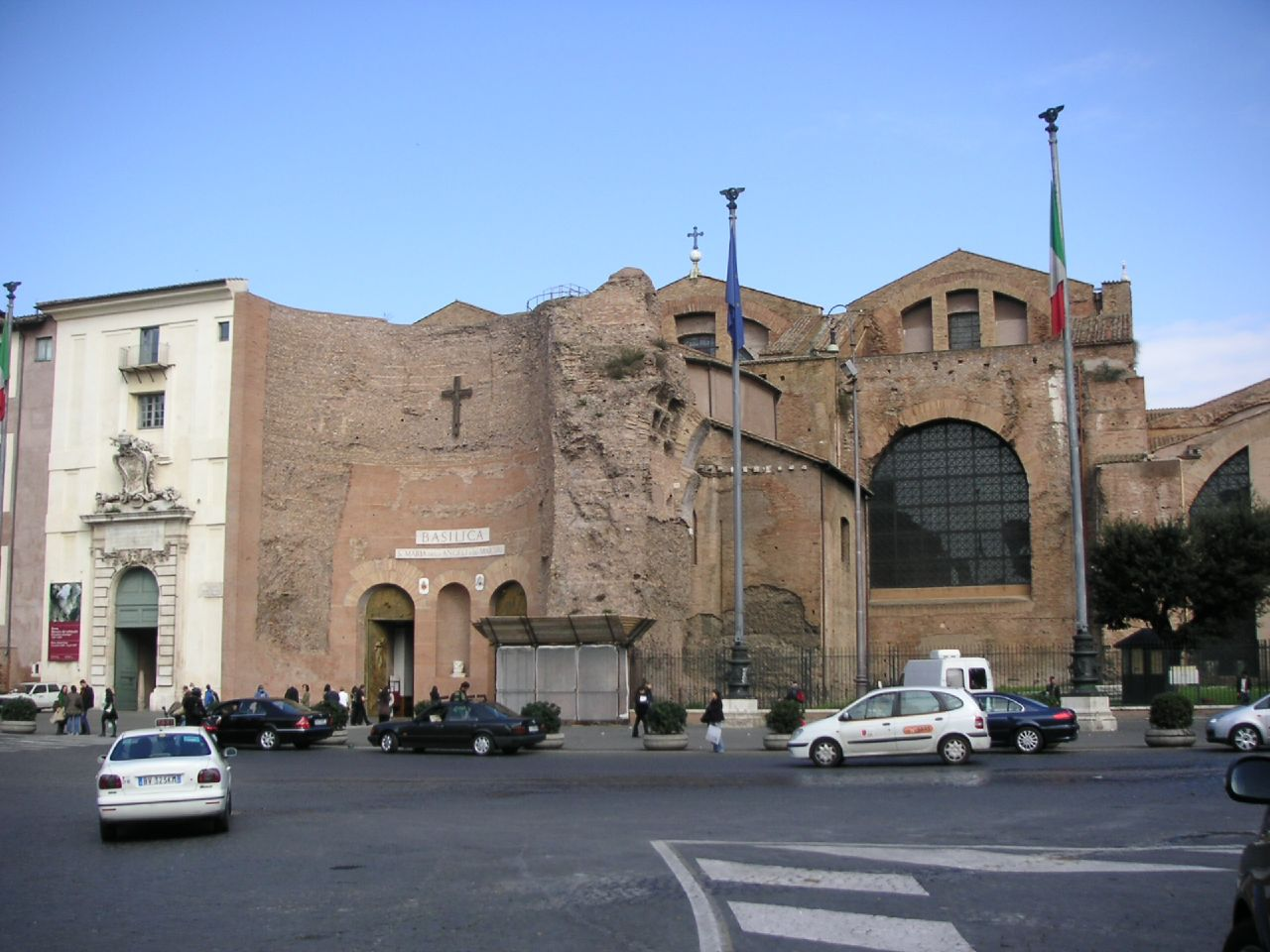
Façana de la Piazza della Repubblica, amb la basílica de Santa Maria
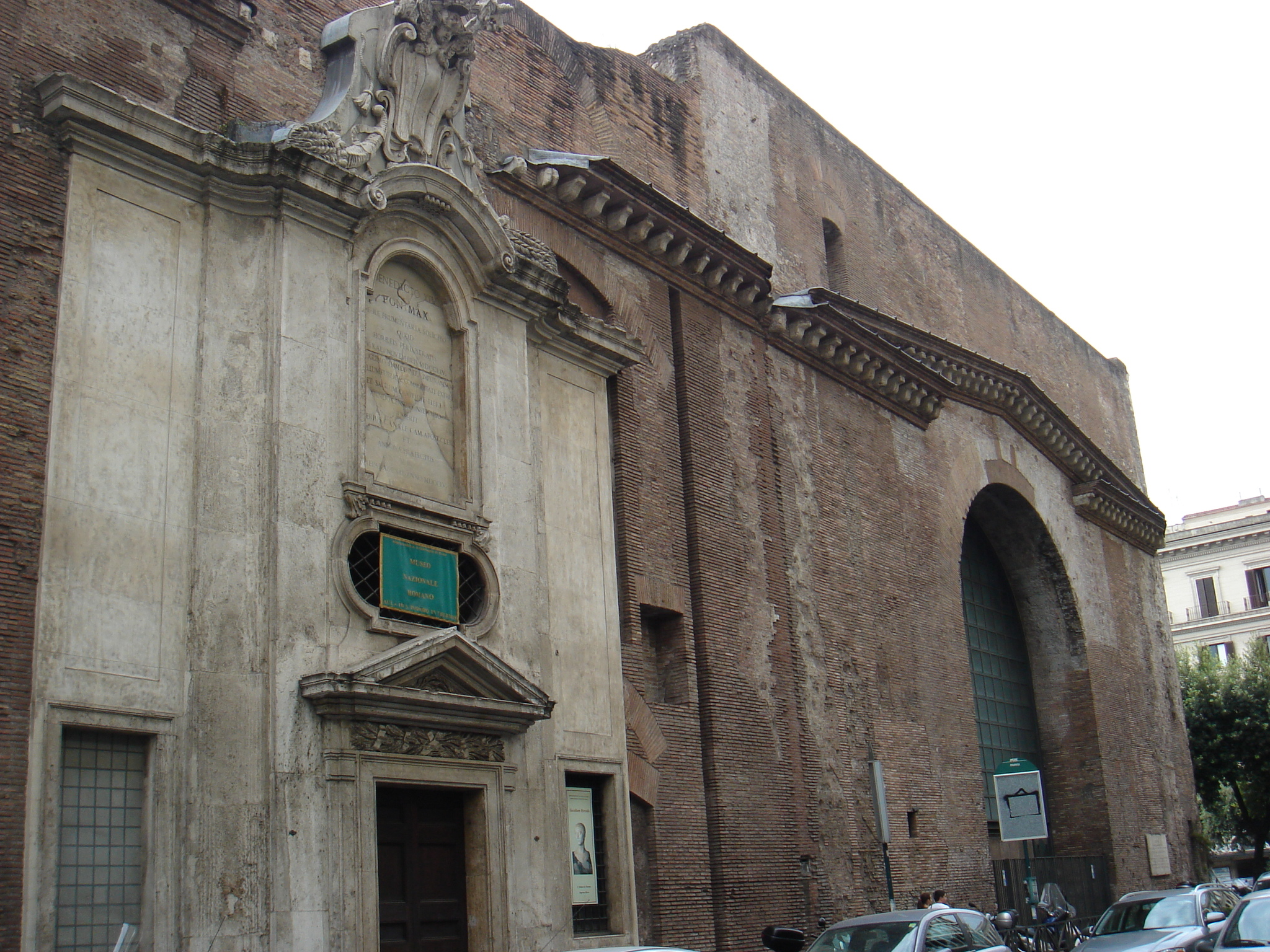
Sala de la Minerva i església de Sant'Isidoro
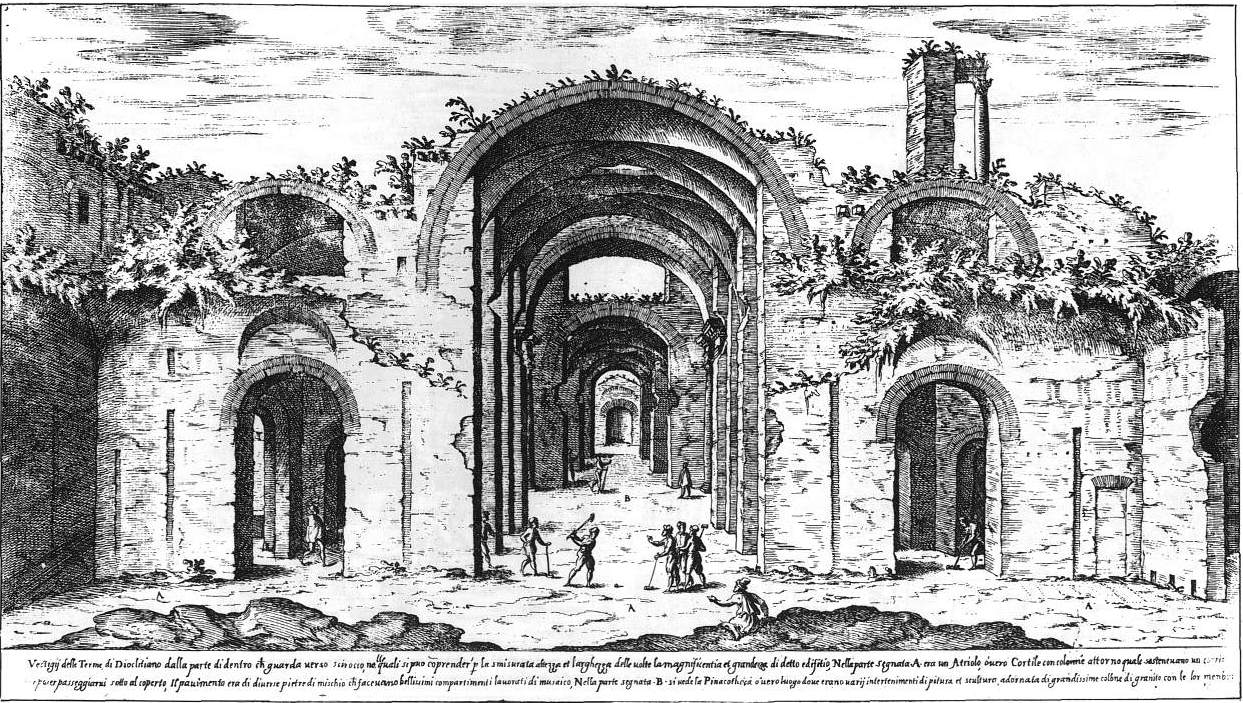
Les ruïnes de les termes en un gravat de mitjan segle XVI